# スターリング方程式
スターリング方程式（英語: Starling equation）は、半透膜を横切る正味の流体の流れを記述するものである。 
この方程式の名前はアーネスト・ヘンリー・スターリングにちなんでいる。 この方程式は、毛細血管圧、間質圧、浸透圧のバランスを表している。膠質浸透圧の関与する現象を解析する際に用いられる。

体液が血管内皮を通過して濾過される速度（経内皮濾過）は、
1. 毛細血管圧（{\displaystyle P_{c}}）と間質の膠質浸透圧（{\displaystyle pi_{i}}）という2つの外向きの力と、
2. 血漿蛋白質浸透圧（{\displaystyle pi_{p}}）と間質圧（{\displaystyle P_{i}}）という2つの吸収力

の合計によって決定される。これらの力を数学的に記述したものがスターリング方程式である。これは、非定常熱力学を浸透圧差の原因となる溶質に対して少なくとも部分的に透過性のある膜の浸透圧の理論に導入したKedem-Katchalski方程式の一つである。
スターリングの方程式は、血流内の溶媒となる流体、血漿(血管内液）がどのようにして血流外の空間（血管外空間）に移動するかを理解する鍵となる。　近年、改訂がなされた。

## 方程式

### 古典的なフォーム
古典的なスターリング方程式は次のようになる;
{\displaystyle \ J_{v}=L_{\mathrm {p} }S([P_{\mathrm {c} }-P_{\mathrm {i} }]-\sigma [\pi _{\mathrm {p} }-\pi _{\mathrm {i} }])}
ここで、上式中の文字は、以下の通りである

古典的なスターリングモデルの図。間質溶質の濃度（オレンジ色）は動脈からの距離に比例して増加することに注意。

- {\displaystyle J_{v}} は1秒あたりの経皮的な溶媒の濾過量(SI 単位は m3·s−1).
- {\displaystyle [P_{\mathrm {c} }-P_{\mathrm {i} }]-\sigma [\pi _{\mathrm {p} }-\pi _{\mathrm {i} }]} は正味の駆動力　(SI 単位はPa = kg·m−1·s−2, しばし mmHg　を用いて表現される),
  - {\displaystyle P_{c}}は、毛管の静水圧である。
  - {\displaystyle P_{i}} は間質の静水圧である
  - {\displaystyle \pi _{p}} は血漿タンパク質の 膠質浸透圧
  - {\displaystyle \pi _{i}}は間質の 膠質浸透圧
  - {\displaystyle L_{p}} は膜の透水性(SI 単位で m2·s·kg−1, equivalent to m·s−1·mmHg−1)
  - {\displaystyle S}はろ過するための表面積 (SI 単位で m2)
    - これらの積{\displaystyle L_{p}}·{\displaystyle S} は濾過係数と言われている。(SI単位は m4·s·kg−1, あるいは、m3·s−1·mmHg−1)

  - {\displaystyle \sigma } はStavermanの反射係数（無次元量）である。

慣例的に、外向きの力を正、内向きの力を負と定義している。Jvが正であれば、溶媒は毛細管から出て行く（濾過）。Jvが正であれば、溶媒はキャピラリーから出て行く（ろ過）。

### 改訂されたフォーム
古典的なスターリング方程式を適用し、上図に示したように、連続した毛細血管は、その動脈部分で液体をろ過し、そのほとんどを静脈部分で再吸収すると長い間教えられてきた。
しかし、経験的には、ほとんどの組織において、毛細血管の内腔液のフラックスは連続的であり、主に流出であることがわかっている。 流出は毛細血管の全長に渡って起こる。毛細血管の外側の空間に濾過された流体は、ほとんどがリンパ節や胸管を経由して循環に戻される。
この現象のメカニズムは、糖衣の濾過機能を独立して記述した2人の科学者に敬意を表して、Michel-Weinbaumモデルと呼ばれている。簡単に説明すると、間質液のコロイド浸透圧πiはJvに影響を及ぼさないことが判明し、濾過に対抗するコロイド浸透圧差はπ'pから糖衣下πを引いた値であることが分かった。内皮間隙から間質のタンパク質を洗い流すのに十分な濾過が行われている間は、この値はゼロに近い。その結果、Jvは以前に計算されたよりもはるかに小さくなり、ろ過が低下した場合に間質性タンパク質が糖衣下空間に拡散するのを妨げないことで、毛細血管への体液の再吸収に必要なコロイド浸透圧差が消滅する。
。
改訂されたスターリング方程式は以下の通り。これは、定常状態のスターリング原理と互換性がある：
{\displaystyle \ J_{v}=L_{\mathrm {p} }S([P_{\mathrm {c} }-P_{\mathrm {i} }]-\sigma [\pi _{\mathrm {p} }-\pi _{\mathrm {g} }])}
ここで、
- {\displaystyle J_{v}} は、1秒あたりの経皮的な溶媒の濾過量
- {\displaystyle [P_{\mathrm {c} }-P_{\mathrm {i} }]-\sigma [\pi _{\mathrm {p} }-\pi _{\mathrm {i} }]} が正味の駆動力となる。
  - {\displaystyle P_{c}} は、毛管の静水圧。
  - {\displaystyle P_{i}} は間質の静水圧
  - {\displaystyle \pi _{p}} は血漿タンパク質の 膠質浸透圧
  - {\displaystyle \pi _{g}}は subglycocalyx の膠質浸透圧
  - {\displaystyle L_{p}} は膜の透水性e
  - {\displaystyle S} はろ過するための表面積
  - {\displaystyle \sigma } はStavermanの反射係数

圧力は水銀柱ミリメートル（mmHg）で、濾過係数はml-min-1-mmHg-1で測定されることが多い。

### 濾過係数
文献によっては、透水係数と表面積の積を濾過係数Kfcと呼ぶこともある。。

### 反射係数
スターバマンの反射係数「σ」は、ある溶質に対する膜の透過性に固有の無単位の定数である。
スターリング方程式は「σ」を除いて書かれており、溶液に含まれる溶質に対して不透過性の膜を通過する溶媒の流れを記述する。
σn は，半透膜の溶質nに対する部分的な透過性を補正するものである。
σが1に近い場合、細胞膜はデノテーションされた種（例えば、アルブミンや他の血漿タンパク質などの大きな分子）に対する透過性が低く、内皮の裏地を高濃度から低濃度へとゆっくりと流れる可能性があり、一方で水やより小さな溶質は糖衣フィルターを通って血管外空間へと流れていくことになる。
- 糸球体毛細血管は，通常，糸球体濾液に蛋白質が通過しないため，反射係数は1に近い。
- これに対し，肝類洞はタンパク質を完全に透過するため，反射係数がない．ディスペース内の肝間質液は，血漿と同じコロイド浸透圧を持つため，肝細胞のアルブミン合成を調節することができる。 間質液中のアルブミンやその他のタンパク質は、リンパ液を介して循環系に戻る。

### 概算値
以下は、古典的なStarling方程式の変数の典型的に使われる値である。
| Location           | Pc (mmHg) | Pi (mmHg) | σπc (mmHg) | σπi (mmHg) |
| ------------------ | --------- | --------- | ---------- | ---------- |
| 毛細血管の動脈側端 | +35       | −2        | +28        | +0.1       |
| 毛細血管の静脈側端 | +15       | −2        | +28        | +3         |

アルブミンの一部は毛細血管から逃げ出して間質液に入り、そこで静水圧+3mmHgに相当する水の流れを作り出すと考えられる。したがって、タンパク質濃度の差は、静水圧28 - 3 = 25 mmHgに相当する流体の流れを静脈端で血管内に生じさせることになる。静脈端に存在する総腫瘍圧は、 +25 mmHgと考えることができる。
正味の駆動力({\displaystyle [P_{\mathrm {c} }-P_{\mathrm {i} }]-\sigma [\pi _{\mathrm {c} }-\pi _{\mathrm {i} }]}) は、毛細血管の始点（動脈側）では，毛細血管から外側に向かって＋9mmHgの力が働く。一方、末端（静脈側）では、-8mmHgの正味の駆動力がある。
正味の駆動力が直線的に減少すると仮定すると、毛細血管全体から外側に向かう平均的な正味の駆動力があり、その結果、毛細血管に再び入るよりも出る方が多くの流体があることにもなる。リンパ系はこの余分なものを排出する。
J. Rodney Levickはその教科書の中で、間質力はしばしば過小評価されていると論じており、改訂版Starling方程式の作成に使用された測定値では、吸収力は毛細血管や静脈の圧力よりも常に小さいことが示されている。

## 特定の臓器において

### 腎臓
糸球体毛細血管は、健康な状態では連続した糖衣層を持ち、内皮を通過して腎尿細管に到達する溶媒の総濾過量（{\displaystyle J_{v}}）は、通常約125ml/min（約180リットル/日）である。糸球体毛細血管の{\displaystyle J_{v}}は、糸球体濾過率（GFR）としてよりよく知られている。体内の他の毛細血管では、{\displaystyle J_{v}}は通常5ml/分（約8リットル/日）であり、体液は求心性および送出性リンパ管を介して循環に戻される。

### 肺
スターリング方程式は、肺毛細血管から肺胞空域への流体の移動を記述することができる。

## 臨床的意義
この方程式の背後にある原理は、浮腫の形成など、毛細血管における生理現象を説明するのに役立つ。
WoodcockとWoodcockは2012年に、改訂版Starling方程式（定常Starling原理）が、点滴療法に関する臨床観察を科学的に説明することを示した。

## 歴史
スターリング方程式は、心臓のフランク・スターリングの心臓の法則でも知られるイギリスの生理学者アーネスト・スターリングにちなんで命名された

## 参照
- クレアチニンクリアランス

## 引用文献
1. ↑  Matthay, M. A.; Quinn, T. E. (2006-01-01), Laurent, Geoffrey J.; Shapiro, Steven D., eds. (英語), PULMONARY EDEMA, Oxford: Academic Press, pp. 544–550, doi:10.1016/b0-12-370879-6/00509-3, ISBN 978-0-12-370879-3 2020年11月28日閲覧。
2. 1 2  Starling, Ernest H. (1896-05-05). “On the Absorption of Fluids from the Connective Tissue Spaces” (英語). The Journal of Physiology 19 (4):  312–326. doi:10.1113/jphysiol.1896.sp000596. PMC 1512609. PMID 16992325.
3. 1 2 3  Pal, Pramod K.; Chen, Robert (2014-01-01), Aminoff, Michael J.; Josephson, S. Andrew, eds., “Chapter 1 - Breathing and the Nervous System” (英語), Aminoff's Neurology and General Medicine (Fifth Edition) (Boston: Academic Press):  pp. 3–23, doi:10.1016/b978-0-12-407710-2.00001-1, ISBN 978-0-12-407710-2 2020年11月28日閲覧。
4. 1 2  Kradin, Richard L. (2017-01-01), Kradin, Richard L., ed., “Chapter 14 - Sundry Disorders” (英語), Understanding Pulmonary Pathology (Boston: Academic Press):  pp. 297–308, doi:10.1016/b978-0-12-801304-5.00014-9, ISBN 978-0-12-801304-5 2020年11月28日閲覧。
5. ↑  Staverman, A. J. (1951). “The theory of measurement of osmotic pressure” (英語). Recueil des Travaux Chimiques des Pays-Bas 70 (4):  344–352. doi:10.1002/recl.19510700409. ISSN 0165-0513.
6. ↑  Kedem, O.; Katchalsky, A. (February 1958). “Thermodynamic analysis of the permeability of biological membranes to non-electrolytes” (英語). Biochimica et Biophysica Acta 27 (2):  229–246. doi:10.1016/0006-3002(58)90330-5. ISSN 0006-3002. PMID 13522722.
7. 1 2  Nadon, A. S.; Schmidt, E. P. (2014-01-01), McManus, Linda M.; Mitchell, Richard N., eds., “Pathobiology of the Acute Respiratory Distress Syndrome” (英語), Pathobiology of Human Disease (San Diego: Academic Press):  pp. 2665–2676, doi:10.1016/b978-0-12-386456-7.05309-0, ISBN 978-0-12-386457-4 2020年11月28日閲覧。
8. 1 2 3  Levick, J R (2004-06-15). “Revision of the Starling principle: new views of tissue fluid balance”. The Journal of Physiology 557 (Pt 3):  704. doi:10.1113/jphysiol.2004.066118. ISSN 0022-3751. PMC 1665155. PMID 15131237.
9. ↑  Levick, J.R.; Michel, C.C. (2010). “Microvascular fluid exchange and the revised Starling principle.”. Cardiovasc Res 87 (2):  198–210. doi:10.1093/cvr/cvq062. PMID 20200043.
10. ↑  “Membrane Permeability: Generalization of the Reflection Coefficient Method of Describing Volume and Solute Flows” (英語). Biophysical Journal 12 (4):  414–419. (1972-04-01). doi:10.1016/S0006-3495(72)86093-4. ISSN 0006-3495. PMC 1484119.
11. 1 2 3  Michel, C. Charles; Woodcock, Thomas E.; Curry, Fitz-Roy E. (2020). “Understanding and extending the Starling principle” (英語). Acta Anaesthesiologica Scandinavica 64 (8):  1032–1037. doi:10.1111/aas.13603. ISSN 1399-6576.
12. ↑  https://www.ncbi.nlm.nih.gov/books/NBK53070/
13. 1 2 3 4  Boron, Walter F. (2005). Medical Physiology: A Cellular And Molecular Approaoch. Elsevier/Saunders. ISBN 978-1-4160-2328-9
14. ↑  Woodcock, T. E.; Woodcock, T. M. (29 January 2012). “Revised Starling equation and the glycocalyx model of transvascular fluid exchange: an improved paradigm for prescribing intravenous fluid therapy”. British Journal of Anaesthesia 108 (3):  384–394. doi:10.1093/bja/aer515. PMID 22290457.